# 1953 في لبنان
فيما يلي قوائم الأحداث التي وقعت خلال عام 1953 في لبنان.

## كتب
من الكتب التي صدرت هذه السنة في لبنان:
- 1 يناير – الحي اللاتيني من تأليف سهيل إدريس.

## مواليد

### يناير
- 1 يناير – دومينيك أودي
- 1 يناير – راغدة درغام صحفية من الولايات المتحدة الأمريكية.
- 1 يناير – فادي أفرام سياسي لبناني.
- 1 يناير – نعيم قاسم

### فبراير
- 20 فبراير – علي شمس الدين فيزيائي لبناني.
- 25 فبراير – أحمد اللدن عالمٌ مُسلمٌ وكاتب وخطَّاط وداعية ومُفكِّر لُبناني.

### مارس
- 19 مارس – هنري الحلو
- 28 مارس – أحمد فتفت طبيب لبناني.
- 28 مارس – سهيلة أندراوس

### يوليو
- 23 يوليو – جورجينا رزق ممثلة وملكة جمال الكون.
- 25 يوليو - سعود المولى كاتب وباحث ومترجم لبناني.
- 28 يوليو – فرانسوا الحاج عسكري لبناني.

### سبتمبر
- 23 سبتمبر – جان قهوجي
- 28 سبتمبر – حنا غريب

### أكتوبر
- 2 أكتوبر – محمد فنيش

### ديسمبر
- 11 ديسمبر – رندة الشهال مخرجة أفلام لبنانية.
- 15 ديسمبر – نواف سلام دبلوماسي لبناني.

## وفيات

### يناير
- 1 يناير – ميشال أبيكاريوس (مواليد 1884) مالي، حقوقي، سياسي ومترجم لبناني.

### يوليو
- 7 يوليو – أحمد رضا (مواليد 1872) كاتب لبناني.